# Mullvaden (dokusåpa)
Mullvaden var en tävlingsserie (med inslag av dokusåpa) som sändes av Kanal 5, med start våren 2000. Efter ett långt uppehåll efter tredje säsongen sändes en fjärde säsong våren 2007. Programledare i de tre första säsongerna var Pontus Gårdinger och i den fjärde var Hans Fahlén programledare. I oktober 2021 hade en kändisversion av programmet premiär, denna gång utan programledare.
Tolv till fjorton deltagare, varav en mullvad, besökte ett nytt land för varje säsong för att genomföra olika uppdrag. Mullvaden var en person som infiltrerade gruppen på uppdrag av tävlingsledningen. Varje avklarat uppdrag gav gruppen intäkter och den slutgiltiga summan gick till vinnaren.
Uppdragen var konstruerade så att en tävlingsdeltagare som inte var mullvaden kunde vinna fördelar genom att genomföra uppdragen till nackdel för de andra deltagarna. På så sätt kunde olika personer framstå som mullvaden. Uppdragen kunde i vissa fall även saboteras av mullvaden själv.
I slutet av varje program fick deltagarna svara på frågor om vem de tror är mullvaden och vad mullvaden gjort den sista tiden. Deltagaren med mest fel i varje avsnitt åker ut. Vinnaren är den deltagare som är kvar till slutet och avslöjar vem mullvaden är.

## Slutförda säsonger
| Säsong    | Mullvad             | Vinnare            | Tvåa               |
| --------- | ------------------- | ------------------ | ------------------ |
| Vår 2000  | Christian Rosengren | Hans Buxfeldt      | Thomas Mätzsch     |
| Höst 2000 | Joakim Antelius     | Wilhelm Lundborg   | Susanne Grundström |
| Höst 2001 | Christine Borkmann  | Lena Winterros     | Fabian Vreede      |
| Vår 2007  | Anna Lundberg       | Alexandra Öfverman | Emanuel Roosvald   |
| Höst 2021 | Nassim Al Fakir     | Ellen Bergström    | Agneta Sjödin      |
| Höst 2022 | Sofia Wistam        | Anders Svensson    | Tess Merkel        |